# Saba Kord Afshari
Saba Kord Afshari (en persan : صبا کردافشاری), née en 1998, est une militante iranienne des droits de l'homme, s'opposant notamment au port obligatoire du voile.
Elle est apparue sans foulard et en a parlé sur les réseaux sociaux. Elle a été arrêtée le 2 août 2018 a été condamnée à 24 ans de prison. Sa peine est réduite à 7 ans et demi de prison par la Cour suprême avant qu'elle ne bénéficie en 2023 d'une mesure d'amnistie générale.
Son combat s'est aussi développé sur les réseaux sociaux où son refus du port du voile a suscité des réactions.

## Biographie
Ashfari participe à des manifestations à Téhéran le 2 août 2018 et est arrêté près du parc Daneshjoo. Elle est emmenée à la prison de Qarchak puis à la prison d'Evin à Téhéran. Après l'arrestation d'Afshari et d'autres protestants, Amnesty International à Londres publie le 8 août une « déclaration publique » exigeant la libération de toutes les personnes arrêtées uniquement pour avoir participé à des manifestations pacifiques,. Ashfari est ensuite condamnée à un an de prison avec deux autres femmes, Yasaman Aryani et Azar Heidary.
Ashfari est remise en liberté conditionnelle en février 2019, après quoi elle continue de protester contre la violation des droits de l'homme par le régime. Ashfari est de nouveau arrêtée au début de juin 2019 et condamnée en août 2019 à 24 ans de prison, dont 15 inconditionnels, pour « propagation de la corruption et de la prostitution en enlevant le hijab », « marche sans voile » et pour « avoir favorisé » la « propagande contre l'État »,.
Sa peine est ensuite réduite à 9 ans, dont 7,5 ans incompressibles, pour les seuls chefs d'accusation de propagande contre le régime (1,5 ans) et réunion en vue de comploter contre la sécurité de l'État. En appel, elle est acquittée en 2020 du chef de propagation de corruption, avant que la peine supplémentaire de 15 ans ne soit provisoirement rétablie. En mars 2021, la Cour suprême d'Iran, constatant une erreur de droit, réduit cette peine à 7,5 ans. 
En mai 2021, affaiblie par la Covid, elle entame une grève de la faim pour protester contre la détention de sa mère, Raheleh Ahmadi, elle aussi militante des droits humains, emprisonnée à Evin. Elle y renonce au bout de 10 jours à la demande pressante de sa mère.
Le 8 février 2023, elle bénéficie d'une amnistie générale et est libérée de la prison d'Evin.